# Sinocyclocheilus tianeensis
Sinocyclocheilus tianeensis är en fiskart som beskrevs av Li, Xiao och Guang Yu Luo 2003. Sinocyclocheilus tianeensis ingår i släktet Sinocyclocheilus och familjen karpfiskar. Inga underarter finns listade i Catalogue of Life.